# Pas de Salang
El pas de Salang (Persa: كتل سالنگ Kotal-e Sālang) és una collada de 3878 metres de l'Afganistan, el major pas que connecta Kabul amb la part nord del país. A l'est hi ha el pas de Kushan. En aquesta zona neix el riu Salang que corre cap al sud. Aquest pas modernament ha quedar superat pel túnel de Salang construït pels soviètics el 1964 que uneix Charikar i Kabul amb Mazar-i Sharif i Termez. Abans del túnel el pas principal era el de Shibar, que suposava un trajecte força més llarg. El 2002 i el 2010 diversos devessalls van causar molts morts, durant aquest darrer any es van trobar 160 cossos.